# زیردریایی امثیست (اس۶۰۵)
زیردریایی آمِتیست (اس۶۰۵) (به فرانسوی: Améthyste (S605)) یک زیردریایی آفندی فرانسوی به طول ۷۳٫۶ متر (۲۴۱ فوت)، ساخته شده به سال ۱۹۸۸ است.